# Добромир Енчев
Проф. дхн Добромир Димитров Енчев е български учен – химик. В периода 2009 – 2016 г. е декан на Факултета по природни науки към Шуменския университет. През 2011 г. придобива титлата професор, а през 2014 г. става доктор на науките.

## Биография
Добромир Енчев е роден на 5 септември 1954 г. в град Шумен, Народна република България. През 1978 г. завършва специалност „Химия и физика“ във Висшия педагогически институт (днес Шуменски университет „Епископ Константин Преславски“). През 1978 г. е зачислен като аспирант в Химическия факултет на Софийски университет „Климент Охридски“. През 2000 г. е избран за доцент по органична химия, а през 2011 г. е избран за професор в Катедрата по органична химия на Факултета по химия при Шуменския университет. През 1999 – 2000 г. е Заместник–декан на Факултета по химия, през 2001 – 2002 г. е Заместник–декан на Факултета по природни науки, а през 2002 – 2007 г. е Заместник–ректор на Шуменски университет „Епископ Константин Преславски“. В периода 2009 – 2016 г. е декан на Факултета по природни науки.